# Martina Šamadan
Martina Šamadan, född 11 september 1993, är en kroatisk volleybollspelare (center).
Šamadan spelar i Kroatiens landslag och deltog med dem vid EM 2019, 2021 och 2023 samt VM 2022. Han har spelat med klubbar i Kroatien, USA, Frankrike, Italien, Tyskland och Rumänien och blivit rumänsk, kroatisk och italiensk mästare.